# 1085
Високе Середньовіччя •  Золота доба ісламу •  Реконкіста •  Київська Русь

## Геополітична ситуація
Візантію очолює Олексій I Комнін. Генріх IV є імператором Священної Римської імперії, а Філіп I — королем Франції.
Апеннінський півострів розділений між численними державами: північ належить Священній Римській імперії, середню частину займає Папська область, південна частина півострова окупована норманами. Деякі міста півночі: Венеція, Піза, Генуя, мають статус міст-республік.
Південь Піренейського півострова займають численні емірати, що утворилися після розпаду Кордовського халіфату. Північну частину півострова займають християнські Кастилія, Леон (Астурія, Галісія), Наварра, Арагон та Барселона. Вільгельм Завойовник є королем Англії, Олаф III — королем Норвегії, а Кнуд IV Святий — Данії.
У Київській Русі княжить Всеволод Ярославич, а у Польщі Владислав I Герман. Хорватію очолює Дмитар Звонимир. На чолі королівства Угорщина стоїть Ласло I.
Аббасидський халіфат очолює аль-Муктаді під патронатом сельджуків, які окупували Персію та Малу Азію, в Єгипті владу утримують Фатіміди, у Магрибі панують Альморавіди, у Середній Азії правлять Караханіди, Газневіди втримують частину Індії. У Китаї продовжується правління династії Сун. На півдні Індії домінує Чола. В Японії триває період Хей'ан.

## Події
- 25 травня в Салерно помер папа римський Григорій VII. Він програв свою особисту боротьбу з імператором, але його реформи проклали шлях до встановлення незалежності католицької церкви від світської влади.
- Помер герцог Апулії та Калабрії норманський авантюрист Роберт Гвіскар. Його спадкоємцем став молодший син Рожер Борса. Старший син Боемунд припинив війну проти Візантії на Балканах, повернувся в Італію і підняв бунт. До кінця року він захопив Таранто та деякі інші міста.
- Імператор Священної Римської імперії Генріх IV оголосив Божий мир у всій імперії. Він зібрав рейхстаг у Майнці, на якому підтвердив повергнення папи Григорія VII і дарував титул короля Богемії Вратиславу II.
- Завершення завоювання Кастилією басейну річки Тахо і Нової Кастилії. Кастильський король Альфонсо VI взяв Толедо й проголосив себе «імператором усієї Іспанії». Збентежені мусульманські правителі півдня півострова звернулися за допомогою до берберів із Північної Африки Альморавідів.
- Король Англії Вільгельм Завойовник наказав провести перепис населення, який отримав назву «Книги Страшного суду».
- Піза першою з італійських міст запровадила інститут консулів. Утворилася Пізанська республіка.
- Перша літописна згадка про Прилуки.
- Перша літописна згадка про Луцьк.
- Султан Ромейського султанату Сулейман ібн Кутулмиш, виступаючи союзником Візантії, зазнав поразки від еміра Алеппо, іншого Селевкіда, Тутуш.
- Імператором Китаю став Чже-цзун при регентстві бабусі. Консерватори на чолі з Сима Гуаном відтіснили від влади реформістів Ван Аньши.